# ديس بلينس
ديس بلينس (بالإنجليزية: Des Plaines) هي مدينة ضمن مقاطعة كوك في ولاية إلينوي بالولايات المتحدة. يقدر عدد سكانها بـ 58,364 نسمة ومساحتها 37.3 كم2 وترتفع عن سطح البحر 195.68 متر.

## التركيبة السكانية
حدّد مكتب تعداد الولايات المتحدة بيانات التركيبة السكانية لديس بلينس في تعداد الولايات المتحدة. في ما يلي، التركيبة السكانية حسب تعدادي 2000 و2010.

### تعداد عام 2000
بلغ عدد سكان ديس بلينس 58,720 نسمة بحسب تعداد عام 2000، وبلغ عدد الأسر 22,362 أسرة وعدد العائلات 15,074 عائلة مقيمة في المدينة. في حين سجلت الكثافة السكانية 1,577.2 نسمة لكل كيلومتر مربع (4,084.9/ميل2). وبلغ عدد الوحدات السكنية 22,851 وحدة بمتوسط كثافة قدره 613.8 لكل كيلومتر مربع (1,589.7/ميل2).
وتوزع التركيب العرقي للمدينة بنسبة 84.44% من البيض و1.01% من الأمريكيين الأفارقة و0.26% من الأمريكيين الأصليين و7.65% من الأمريكيين ذوي الأصول الآسيوية و0.02% من سكان جزر المحيط الهادئ و4.64% من الأعراق الأخرى و1.97% من عرقين مختلطين أو أكثر و14.01% من الهسبانيون أو اللاتينيون من أي عرق.
بلغ عدد الأسر 22,362 أسرة كانت نسبة 31.4% منها لديها أطفال تحت سن الثامنة عشر تعيش معهم، وبلغت نسبة الأزواج القاطنين مع بعضهم البعض 54.8% من أصل المجموع الكلي للأسر، ونسبة 9% من الأسر كان لديها معيلات من الإناث دون وجود شريك، بينما كانت نسبة 3.7% من الأسر لديها معيلون من الذكور دون وجود شريكة وكانت نسبة 32.6% من غير العائلات. تألفت نسبة 28.5% من أصل جميع الأسر من عدة أفراد يعيشون في نفس المنزل ونسبة 13.3% كانت تتألف من شخص يعيش بمفرده يبلغ من العمر 65 عاماً أو أكثر. وبلغ متوسط حجم الأسرة المعيشية 2.58، أما متوسط حجم العائلات فبلغ 3.21.
بلغ العمر الوسطي للسكان 39.7 عاماً. وكانت نسبة 22.3% من القاطنين تحت سن الثامنة عشر، وكانت نسبة 7.4% بين الثامنة عشر والرابعة والعشرين عاماً، ونسبة 29.1% كانت واقعةً في الفئة العمرية ما بين الخامسة والعشرين والرابعة والأربعين عاماً، ونسبة 23.7% كانت ما بين الخامسة والأربعين والرابعة والستين، ونسبة 15.7% كانت ضمن فئة الخامسة والستين عاماً فما فوق. يوجد لكل 100 أنثى 95.6 ذكر، ويوجد لكل 100 أنثى في الثامنة عشر من عمرها فما فوق 92.0 ذكر.
بلغ متوسط دخل الأسرة في المدينة 91,555 دولارًا، أما متوسط دخل العائلة فبلغ 94,385 دولارًا. وكان متوسط دخل الذكور 56,458 دولارًا مقابل 36,094 دولارًا للإناث. وسجل دخل الفرد الخاص بالمدينة 31,954 دولارًا. وكانت نسبة 0% من العائلات ونسبة 3.7% من السكان تحت خط الفقر، وكان من هؤلاء نسبة 3.6% تحت سن الثامنة عشر ونسبة 15.2% في الخامسة والستين من العمر وما فوق.

### تعداد عام 2010
بلغ عدد سكان ديس بلينس 58,364 نسمة بحسب تعداد عام 2010، وبلغ عدد الأسر 22,700 أسرة وعدد العائلات 14,824 عائلة مقيمة في المدينة. في حين سجلت الكثافة السكانية 1,567.7 نسمة لكل كيلومتر مربع (4,060.3/ميل2). وبلغ عدد الوحدات السكنية 24,075 وحدة بمتوسط كثافة قدره 646.7 لكل كيلومتر مربع (1,674.9/ميل2).
وتوزع التركيب العرقي للمدينة بنسبة 77.33% من البيض و1.78% من الأمريكيين الأفارقة و0.63% من الأمريكيين الأصليين و11.44% من الأمريكيين ذوي الأصول الآسيوية و0.02% من سكان جزر المحيط الهادئ و6.38% من الأعراق الأخرى و2.43% من عرقين مختلطين أو أكثر و17.22% من الهسبانيون أو اللاتينيون من أي عرق.
بلغ عدد الأسر 22,700 أسرة كانت نسبة 28.8% منها لديها أطفال تحت سن الثامنة عشر تعيش معهم، وبلغت نسبة الأزواج القاطنين مع بعضهم البعض 52.4% من أصل المجموع الكلي للأسر، ونسبة 8.8% من الأسر كان لديها معيلات من الإناث دون وجود شريك، بينما كانت نسبة 4% من الأسر لديها معيلون من الذكور دون وجود شريكة وكانت نسبة 34.7% من غير العائلات. تألفت نسبة 29.8% من أصل جميع الأسر من عدة أفراد يعيشون في نفس المنزل ونسبة 13.7% كانت تتألف من شخص يعيش بمفرده يبلغ من العمر 65 عاماً أو أكثر. وبلغ متوسط حجم الأسرة المعيشية 2.53، أما متوسط حجم العائلات فبلغ 3.19.
بلغ العمر الوسطي للسكان 42.2 عاماً. وكانت نسبة 20.2% من القاطنين تحت سن الثامنة عشر، وكانت نسبة 7.7% بين الثامنة عشر والرابعة والعشرين عاماً، ونسبة 25.8% كانت واقعةً في الفئة العمرية ما بين الخامسة والعشرين والرابعة والأربعين عاماً، ونسبة 29.1% كانت ما بين الخامسة والأربعين والرابعة والستين، ونسبة 17.1% كانت ضمن فئة الخامسة والستين عاماً فما فوق. وتوزع التركيب الجنسي للسكان بنسبة 48.7% ذكور و51.3% إناث.

## أعلام
- شون غرين
- جيف دانيال فيليبس
- مرلي جاي إسحاق
- جوني آدامز
- كيلى كوفيلد بارك